# The Final Test
Pour plus de détails, voir Fiche technique et Distribution.
The Final Test est un film britannique réalisé par Anthony Asquith, sorti en 1953.

## Synopsis
Sam Palmer est un célèbre joueur de cricket qui doit jouer son dernier match sur le terrain "The Oval" à Londres. Il voudrait que son fils Reggie y assiste, mais ce dernier est plus intéressé par une rencontre avec un célèbre poète, Alexander Whitehead. Mais en fait Whitehead est très intéressé par le cricket et va amener Reggie voir le match.

## Fiche technique
- Titre original : The Final Test
- Réalisation : Anthony Asquith
- Scénario : Terence Rattigan
- Direction artistique : R. Holmes Paul
- Photographie : William McLeod
- Son : Charles Knott, Gordon K. McCallum
- Montage : Helga Cranston
- Musique : Benjamin Frankel
- Production : R.J. Minney
- Production déléguée : Earl St. John
- Société de production : Association of Cinema Technicians
- Société de distribution : General Film Distributors
- Pays d'origine :  Royaume-Uni
- Langue originale : anglais
- Format : Noir et blanc  — 35 mm — 1,37:1 — son mono
- Genre : Comédie dramatique
- Durée : 90 minutes
- Dates de sortie : 
  - Australie : 14 août 1953
  - États-Unis : 5 janvier 1954

## Distribution
- Jack Warner : Sam Palmer
- Robert Morley : Alexander Whitehead
- George Relph : Syd Thompson
- Adrianne Allen : Tante Ethel
- Ray Jackson : Reggie Palmer
- Brenda Bruce : Cora
- Stanley Maxted : le sénateur
- Joan Swinstead : Miss Fanshawe
- John Glyn-Jones : M. Willis
- Richard Bebb : Frank Weller

et les joueurs de cricket britanniques (dans leur propre rôle) : Len Hutton, Denis Compton, Alec Bedser, Godfrey Evans, Jim Laker, Cyril Washbrook